# Pahavalla
Pahavalla – wieś w Estonii, w prowincji Sarema, w gminie Laimjala.